# ドミトリー・イワネンコ
ドミトリー・イワネンコ（Dmitri Dmitrievich Ivanenko, 1904年7月29日 - 1994年12月30日）は、ソ連の物理学者。

## 経歴
1904年7月29日、ポルタヴァに生れる。1923年、ペトログラード大学に入学し、卒業後は1930年までソ連の科学アカデミーに勤務する。1932年に、自身の原子核モデルを発表した。このモデルは陽子と中性子のエネルギーモデルをうまく説明できるものであり、この理論は後にユージン・ウィグナーによって改良された。その後はモスクワ大学教授を務めた。1994年12月30日、90歳で死去。